# Грдеша (жупан)
Грдеша или Грд (1120 — 1180) био је жупан Требиња (Травуније), из друге половине XII века, о коме је сачувано свега неколико података у историјским изворима.
Сматра се да је рођен око 1120. године, а 1150. године је био један од војсковођа у војсци рашког великог жупана Уроша II која се борила против Византије. Комбиновама српско-мађарска војска је претрпела пораз у бици на Тари, у којој је Грдеша, заједно са жупаном Вучином (о коме нема других историјских података) заробљен. Претпоставља се да су српски заробљеници одведени у Средец (данашња Софија), али су већ 1151. године ослобођени. Исте године, он се као iupanus Gerdessa јавља, уз, урошевог млађег брата, Десу, као један од сведока на повељи сумњиве аутентичности. Према тој повељи, Деса поклања острво Мљет манастиру свете Марије у Апулији. Грдешина смрт се смешта око 1180. године (неки је датирају у 1178. годину).
Историчари сматрају да је он иста особа као и требињски жупан Грд, чија је надгробна плоча пронађена у Полицама код Требиња. Према натпису на плочи, он је умро у доба великог кнеза Михајла, кога историчари идентификују са последњим зетским владаром из династије Војислављевића, чију владавину је, око 1186. године, окончао Стефан Немања ((1166)1168 — 1196). Сама плоча представља најстарији пронађени стећак, а данас се чува у требињском Музеју Херцеговине. Приписује му се и једна мамуза (тзв. Мамуза требињског жупана Грда) која се такође налази у збирци Музеја Херцеговине у Требињу.